# Bürohaus West

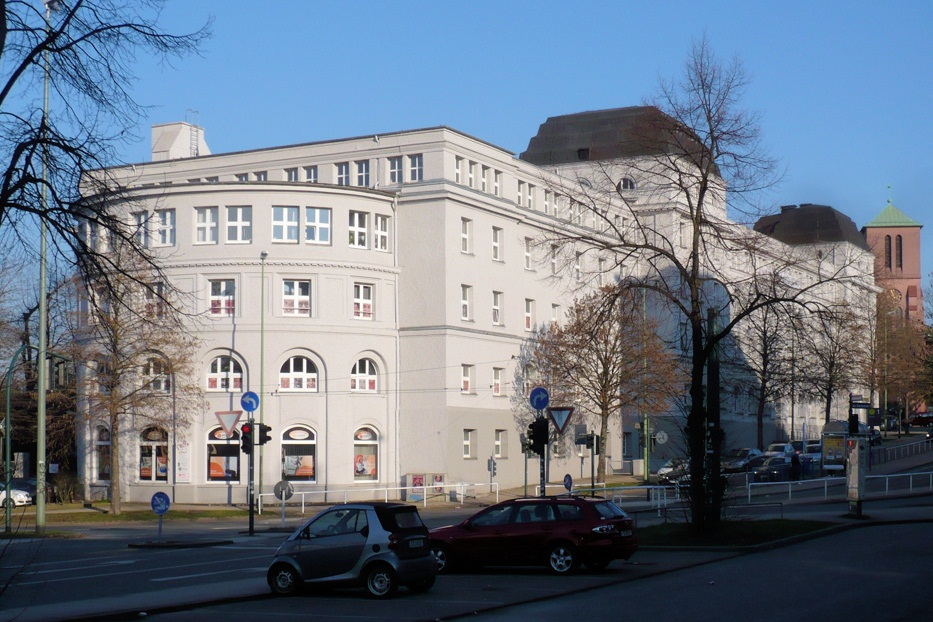
Bürohaus West, ehemaliges Ledigenheim

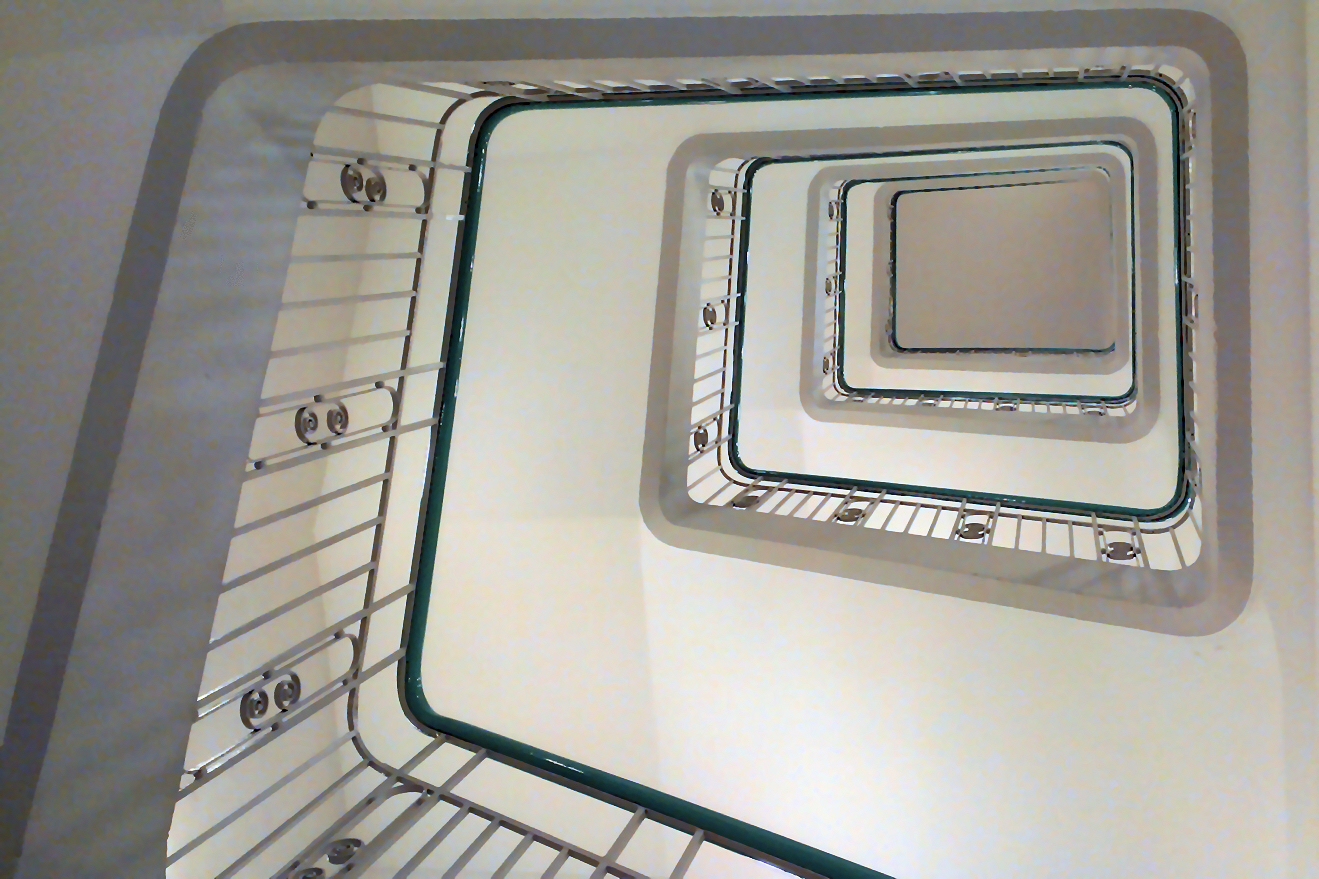
Westliches Treppenhaus mit originalem Geländer

Das Bürohaus West im Essener Stadtteil Frohnhausen wurde in der zweiten Hälfte der 1910er Jahre als Ledigenheim am Westbahnhof für die Arbeiter der benachbarten Kruppschen Gussstahlfabrik errichtet. Nach unterschiedlicher Nutzung im Laufe der Jahre dient der seit 1990 unter Denkmalschutz stehende Gebäudekomplex heute als Bürogebäude. Er zeigt noch seine nahezu ursprüngliche Gestalt, da er aus dem Zweiten Weltkrieg kaum Schäden davontrug.

## Ledigenheim
In den Jahren 1916 bis 1920 entstand südöstlich des heutigen S-Bahn-Haltepunktes Essen-West der Gebäudekomplex als Ersatz für ein Barackenlager, der den ledigen Arbeitern der Friedrich Krupp AG als Kost- und Schlafhaus diente. Dieses Ledigenheim gab rund 750 Menschen Unterkunft, die sich als nach Essen eingewanderte Arbeiter keinen eigenen Hausstand leisten konnten. Es waren entsprechende Wohn- und Schlafräume und Wirtschafts- und Aufenthaltsräume sowie ein großer Speisesaal für bis zu 1000 Personen vorhanden. In einem Gebäudeflügel befand sich die Kruppsche Wohnungsverwaltung.

## Sitz des Ruhrland-Museums
Ab 1927 befand sich in dem Gebäude das Museum für Natur- und Völkerkunde des Essener Museumsvereins unter der Leitung von Ernst Kahrs, das 1934 den Namen Ruhrlandmuseum erhielt und heute im Ruhr Museum aufgegangen ist. Auf einer Ausstellungsfläche von rund 7000 Quadratmetern wurden im ehemaligen Ledigenheim Bestände zur regionalen Zoologie, Botanik, Geologie, Mineralogie, Vor- und Frühgeschichte sowie Technik und Völkerkunde gezeigt. 1939 musste das Museum aus dem Gebäude ausziehen, da es die Firma Krupp erneut für sich beanspruchte.

## Heutige Nutzung
Nach der Beseitigung vergleichsweise geringer Kriegsschäden und Erweiterung des Rundbaus am westlichen Ende des Gebäudekomplexes wurde dieser erneut von Krupp genutzt. Bis Mitte der 1990er Jahre waren so die beiden größten Gebäudenutzer, die damalige Krupp-Wohnungsbau GmbH und die damalige Betriebskrankenkasse Krupp (BKK) ansässig, die zu dieser Zeit ausgezogen  waren. Nach diversen Renovierungsarbeiten unter Berücksichtigung des Denkmalschutzes werden die Büros des Bürogebäudes bis heute von unterschiedlichen Unternehmen und Ärzten genutzt. Im Innern des westlichen Rundbaus ist noch heute die ursprüngliche Fassade sichtbar. Die dortige Toreinfahrt ist mit ihren Säulen erhalten geblieben.